# Carly Chaikin
Carly Hannah Chaikin (ur. 26 marca 1990 w Santa Monica) – amerykańska aktorka, scenarzystka i producentka filmowa. Wystąpiła w sitcomie ABC Podmiejski czyściec (2011–2014) i serialu USA Network Mr. Robot (2015–2019).

## Życiorys
Urodziła się w Santa Monica w Kalifornii w rodzinie żydowskiej jako córka Lori Chaiki, psychoterapeutki, i Michaela Chaikina, kardiologa. Większość swojego dzieciństwa spędziła skupiając się na swoich uzdolnieniach do malowania i dopiero w wieku 12 lat odkryła swoją pasję do aktorstwa po tym, jak pojawiła się w sztuce Uśpiony obóz. Uczęszczała do The Archer School for Girls w Los Angeles i New Roads School. W tym czasie uprawiała różne sporty, w tym siatkówkę, softball, koszykówkę i piłkę nożną.
Zadebiutowała na ekranie jako Veronica w komedii Konsultanci (The Consultants, 2009) z udziałem Xandera Berkeleya. Chociaż nie miała wykształcenia aktorskiego, w wieku 19 lat dostała rolę Blaze w melodramacie dla nastolatków Ostatnia piosenka (2010) u boku Miley Cyrus i Liama Hemswortha. Rozpoznawalność w branży rozrywkowej zapewniła jej rola Dalii Royce w przebojowym sitcomie ABC Podmiejski czyściec (2011–2014), za którą w 2013 została nominowana do Teen Choice Awards w kategorii najlepszy telewizyjny czarny charakter. W serialu USA Network Mr. Robot (2015–2019) zagrała Darlene, siostrę Elliota (Rami Malek) i hakerkę straży pożarnej.
W styczniu 2014 poznała filmowca Ryana Bunnella, z którym się zaręczyła 3 września 2018.

## Filmografia

### Filmy
| Rok  | Tytuł                   | Rola           | Uwagi |
| ---- | ----------------------- | -------------- | ----- |
| 2009 | The Consultants         | Veronica       |       |
| 2010 | Ostatnia piosenka       | Blaze          |       |
| 2011 | Escapee                 | Lynne Petersen |       |
| 2012 | My Uncle Rafael         | Kim            |       |
| 2013 | In a World...           | Excruciating   |       |
| 2015 | Bad Blood               | Frances        |       |
| 2017 | People You May Know     | Oakley         |       |
| 2018 | Bez względu na wszystko | Claire         |       |
| 2020 | W obronie miłości       | Kat Zaro       |       |
| 2022 | Daniel's Gotta Die      | Jessica Powell |       |

### Telewizja
| Rok       | Tytuł                | Rola              | Uwagi               |
| --------- | -------------------- | ----------------- | ------------------- |
| 2011–2014 | Podmiejski czyściec  | Dalia Royce       | w gł. obs.; 50 odc. |
| 2012      | Harder Than It Looks | Katie             | 2 odc.              |
| 2012      | NTSF:SD:SUV::        | Brittany          | 1 odc.              |
| 2015      | Maron                | Tina              | 1 odc.              |
| 2015–2019 | Mr. Robot            | Darlene Alderson  | w gł. obs.; 33 odc. |
| 2019      | Into the Dark        | Danielle Williams | 1 odc.              |